# Nagaland
Nagaland (hindi: नागालैंड) er en delstat i det nordøstlige Indien. Nagaland grænser mod vest til delstaterne Assam og Manipur, i nordøst mod Arunachal Pradesh og mod øst mod Myanmar.
Delstatens hovedstad er Kohima med 93.000 indbyggere, men den største by er Dimapur med omkring 202.000 indbyggere.
Nagaland er en af de mindste delstater i Indien med et areal på 16.579 km² med en befolkning på 1.988.636 (2001), svarende til en befolkningstæthed på 120 mennesker pr km².

## Eksterne links
- Nagalands officielle website Arkiveret 11. maj 2015 hos  Wayback Machine

26°N 95°Ø / 26°N 95°Ø